# Bogdan Poniatowski

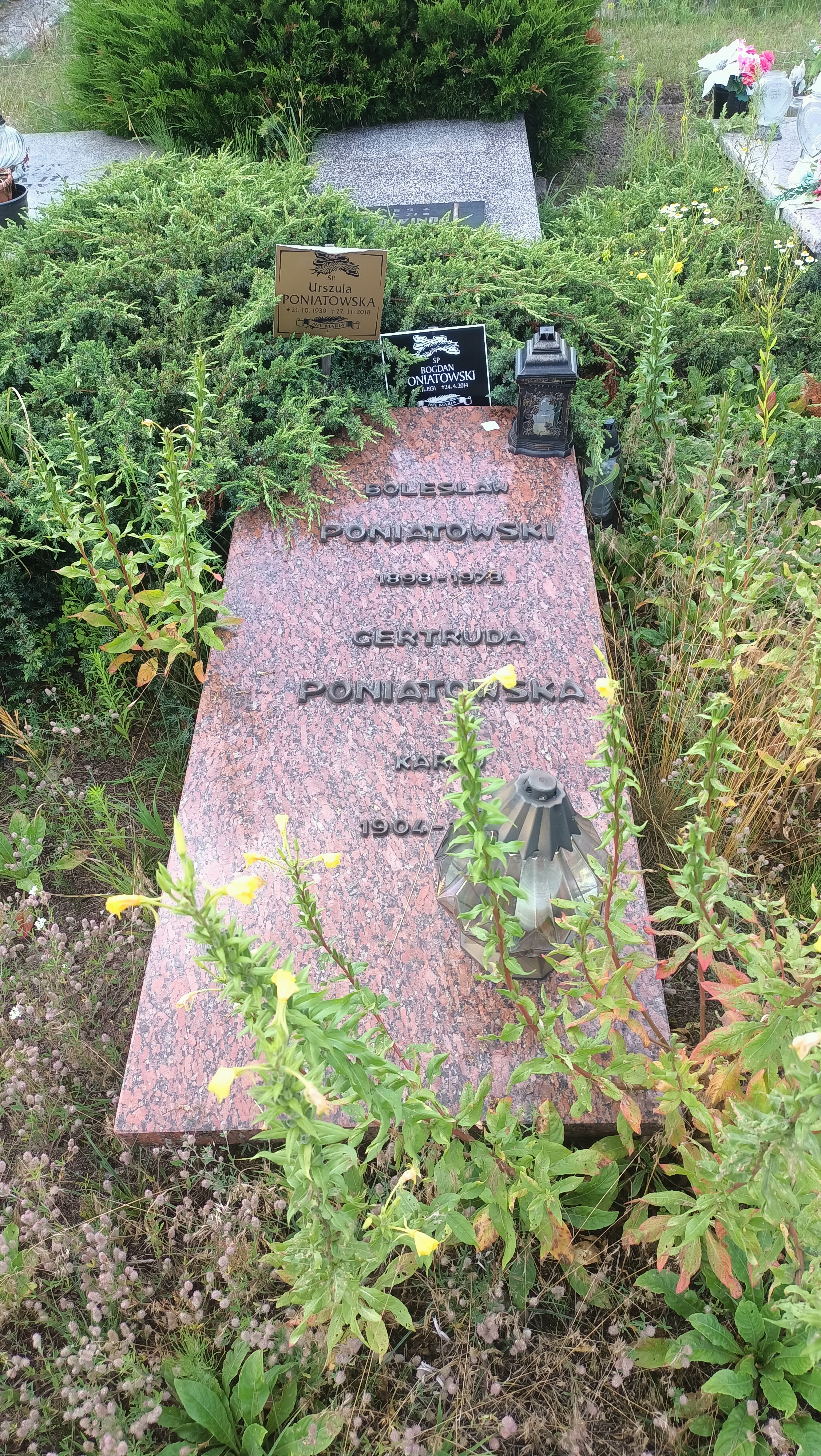
Grób Bogdana Poniatowskiego na cmentarzu ewangelickim w Bydgoszczy

Bogdan Poniatowski (ur. 6 listopada 1931 w Bydgoszczy, zm. 24 kwietnia 2014) – polski wioślarz, trener, olimpijczyk z Rzymu 1960
Zawodnik bydgoskich klubów wioślarskich: BTW i Zawiszy. Pierwszy sukces odniósł jako junior zdobywając w 1949 roku tytuł mistrza Polski.
Uczestnik mistrzostw świata w 1962 roku. Płynął w ósemce, która odpadła w repasażach.
Uczestnik mistrzostw Europy w roku:
- 1954 w dwójce bez sternika, która odpadła w repasażach (parterem był Henryk Kocerka}
- 1955 w dwójce bez sternika, która odpadła w repasażach,
- 1956 w dwójce bez sternika, która odpadła w repasażach,
- 1958 w dwójce podwójnej zajmując 6. miejsce. (partnerem był Teodor Kocerka),
- 1959 w czwórce bez sternika zajmując 7. miejsce (partnerami byli: Benedykt Augustyniak, Kazimierz Neumann, Antoni Rosołowicz),
- 1963 w czwórce bez sternika, która odpadła w repasażach
- 1964 w czwórce bez sternika, która odpadła w repesażach.

Na igrzyskach olimpijskich w 1960 roku wystartował w czwórce bez sternika (parterami byli: Benedykt Augustyniak, Antoni Rosołowicz, Kazimierz Neumann), która odpadła w repasażach. 
Po zakończeniu kariery sportowej podjął pracę trenera.